# Pacte entre Ensemble pour le oui et la CUP
Le pacte entre Ensemble pour le oui et la CUP est un accord politique conclu en janvier 2016, par lequel la coalition indépendantiste Ensemble pour le oui et la Candidature d'unité populaire s'entendent pour investir le gouvernement de Catalogne dirigé par Carles Puigdemont, et mettre en œuvre un programme de déconnexion avec l'Espagne qui doit conduire la Catalogne vers l'indépendance en dix-huit mois.
Les élections « plébiscitaires » du 27 septembre 2015 ont donné une majorité relative à la liste d'union indépendantiste Ensemble pour le oui (JxSí), qui est une coalition entre Convergence démocratique de Catalogne (CDC) et Esquerra Republicana de Catalunya (ERC). Junts pel Sí dispose de 62 sièges au Parlement, et ne peut gouverner qu'avec l'appui de la Candidature d'unité populaire (CUP), parti indépendantiste de gauche radicale qui a obtenu 10 députés. Les deux groupes négocient pendant trois mois sans parvenir à conclure un accord de gouvernement, car la CUP refuse de voter l'investiture du président sortant et candidat d'Ensemble pour le oui, Artur Mas. Ils concluent en définitive un pacte de stabilité parlementaire le 9 janvier 2016, qui prévoit l'investiture de Carles Puigdemont et l'engagement du processus de déconnexion avec l'Espagne.
Le pacte entre Ensemble pour le oui et la CUP permet la formation du gouvernement de Carles Puigdemont, investi le 10 janvier 2016. La mésentente entre les deux formations est cependant apparente dès les premiers mois de gouvernement, et la majorité se rompt en juin 2016, lorsque la CUP rejette le projet de budget du gouvernement. Carles Puigdemont soumet son gouvernement à une question de confiance, qu'il remporte en septembre 2016 avec le soutien renouvelé de la CUP.

## Contexte

### Situation politique
Les élections au Parlement de Catalogne du 25 novembre 2012 ont donné pour la première fois une majorité parlementaire en faveur de l'indépendance. Les deux groupes indépendantistes, Convergence et Union (CiU) et Esquerra Republicana de Catalunya (ERC), ont conclu un accord de gouvernement, nommé Pacte pour la liberté, qui permet l'investiture du deuxième gouvernement d'Artur Mas. Le point central de leur programme commun est l'organisation d'une consultation d'autodétermination en 2014.
Ce projet se heurte au refus des autorités espagnoles. En avril 2014, la demande du Parlement de Catalogne de pouvoir organiser un référendum sur l'indépendance est rejetée par le Congrès des députés espagnol à une large majorité. En septembre de la même année, la consultation d'autodétermination prévue par le gouvernement catalan le 9 novembre est suspendue par le Tribunal constitutionnel. Le gouvernement maintient la tenue d'un vote symbolique le 9 novembre, malgré l'interdiction réitérée du Tribunal constitutionnel. Deux millions d'électeurs participent au vote, dont 80 % s'expriment en faveur de l'indépendance.
La consultation du 9 novembre a montré qu'une partie importante de la population catalane soutient l'indépendance, mais elle n'a pas de valeur juridique. Pour surmonter l'impossibilité d'organiser un vote contraignant, les partisans de l'indépendance projettent d'organiser des « élections plébiscitaires », c'est-à-dire des élections législatives dont le seul enjeu est de réunir une majorité en faveur de l'indépendance.

### La liste unitaire d'Ensemble pour le oui
Après la consultation du 9 novembre 2014, les deux partenaires de la majorité indépendantiste sont en désaccord sur la stratégie à adopter. Esquerra Republicana de Catalunya (ERC) réclame la dissolution immédiate du Parlement et l'organisation d'élections anticipées. Le président Artur Mas conditionne la convocation des élections à la constitution d'une candidature commune indépendantiste, qui intégrerait CiU, ERC et des représentants de la société civile, et dont il serait le candidat à la présidence. Les discussions entre CiU et ERC aboutissent à un compromis conclu le 14 janvier 2015 : le président convoquera les élections plébiscitaires, mais à la date du 27 septembre ; les partis indépendantistes partageront un programme commun, mais présenteront des listes séparées. CiU et ERC s'entendent également pour poursuivre leur alliance de gouvernement jusqu'à la fin de la législature. La feuille de route unitaire, qui constitue le programme commun des partisans de l'indépendance, est approuvée le 31 mars suivant.
L'idée d'une liste d'union indépendantiste n'est cependant pas abandonnée, et revient au centre des débats dans les semaines précédant la convocation des élections du 27 septembre 2015. En juin, Convergence démocratique de Catalogne (CDC) rompt son alliance électorale de trente-sept ans avec l'Union démocratique de Catalogne (UDC), car cette dernière est opposée au programme indépendantiste accordé avec ERC. Le président Artur Mas propose à nouveau une coalition électorale, dont la tête de liste serait un candidat indépendant issu des associations indépendantistes. Ces associations sont disposées à participer aux élections, mais demandent la constitution d'une liste exclusivement composée de candidats indépendants. ERC accepte de se ranger à cette option.
Le 13 juillet 2015, la CDC et ERC s'entendent pour se présenter ensemble sur une liste unitaire à laquelle participeront également d'autres partis et organisations indépendantistes. La CUP refuse d'en faire partie. La candidature commune, nommée Junts pel Sí (littéralement « ensemble pour le oui »), est présentée le 20 juillet suivant par les cinq premiers candidats de la liste dans la circonscription de Barcelone : la tête de liste Raül Romeva (indépendant), ainsi que Carme Forcadell (ANC), Muriel Casals (Òmnium Cultural), Artur Mas (CDC) et Oriol Junqueras (ERC).

### La Candidature d'unité populaire
La Candidature d'unité populaire (CUP) est un parti politique indépendantiste de gauche radicale, qui intègre plusieurs courants idéologiques dont l'anarchosyndicalisme et des mouvements marxistes, féministes et écologistes. C'est un petit parti en croissance depuis que l'indépendantisme est en progression, à partir de 2010. Elle se présente pour la première fois aux élections au Parlement de Catalogne en 2012, et obtient 3,2 % des suffrages et 3 députés. Aux élections municipales de 2015, elle réunit 7,12 % des voix et enregistre des scores élevés dans certaines municipalités.
Pour les élections au Parlement de Catalogne du 27 septembre 2015, elle est en concurrence avec la coalition Catalunya Sí que es Pot (CSQP) : le choix des électeurs de la gauche radicale entre ces deux listes est déterminant pour le score total des partisans de l'indépendance. Elle peut également attirer certains électeurs d'Esquerra Republicana de Catalunya, qui seraient déçus de l'alliance avec Convergència au sein d'Ensemble pour le oui. Son programme prévoit une déclaration unilatérale d'indépendance, si l'indépendantisme est majoritaire en voix et en sièges. Elle refuse de participer à un gouvernement dirigé par Ensemble pour le oui, mais elle envisage de lui permettre de gouverner en s'abstenant lors du vote d'investiture, si Ensemble pour le oui dispose d'une majorité relative suffisante pour dépasser les voix de l'opposition unioniste.

### Élections du 27 septembre 2015
Les élections législatives du 27 septembre 2015 sont remportées par Ensemble pour le oui, qui obtient une majorité relative de 39,6 % des voix et 62 sièges. La CUP obtient 8,2 % des voix et 10 sièges. Au total, les partisans de l'indépendance sont majoritaires en sièges, avec 72 députés, mais pas en voix, avec 47,8 % des suffrages. Cette victoire partielle ne permet pas de procéder à une déclaration unilatérale d'indépendance, mais elle ouvre la voie à l'engagement du processus indépendantiste prévu par la feuille de route d'Ensemble pour le oui.
Le soutien de la CUP est indispensable à Ensemble pour le oui pour pouvoir former un gouvernement. En effet, l'opposition non indépendantiste, composée de Ciutadans (C's), du Parti des socialistes de Catalogne (PSC), de Catalogne oui c'est possible (CSQP) et du Parti populaire catalan (PPC), détient un total de 63 députés, soit un de plus que Ensemble pour le oui, ce qui empêche cette dernière de pouvoir gouverner seule avec l'abstention de la CUP. La CUP est prête à participer à des négociations de coalition, mais elle réclame le départ du président sortant et candidat d'Ensemble pour le oui, Artur Mas.

## Conclusion du pacte (septembre 2015-janvier 2016)

### Première phase de négociation
Dans les jours qui suivent les élections législatives, les représentants de Ensemble pour le oui et de la CUP entament des négociations de coalition. Les deux formations partagent leur engagement en faveur de l'indépendance, mais leurs divergences idéologiques sont importantes. Surtout, le principal écueil est la question de l'investiture du président sortant, Artur Mas. Président de la Généralité depuis 2010, il a joué un grand rôle dans la progression de l'indépendantisme : il a converti son parti, Convergence démocratique de Catalogne, en faveur de l'indépendance, il a organisé la consultation sur l'indépendance du 9 novembre 2014, et convoqué les élections plébiscitaires. En s'alliant avec la Gauche républicaine de Catalogne (ERC) au sein d'Ensemble pour le oui, il est devenu le candidat de la plus grande partie du camp indépendantiste. Mais la CUP, qui a fait campagne sur le rejet de la candidature d'Artur Mas, refuse de le maintenir à la présidence. Elle lui reproche la politique de coupes budgétaires et de privatisations que son gouvernement a pratiquée depuis 2011, ainsi que les scandales de corruption qui impliquent son parti.
Les négociations progressent difficilement. L'équipe d'Ensemble pour le oui est composée de Josep Rull (CDC), Marta Rovira (ERC) et Raül Romeva (indépendant). Les deux groupes indépendantistes décident de laisser temporairement de côté la question de la présidence et de centrer la discussion sur le contenu de la feuille de route indépendantiste et la préparation de la nouvelle législature. Ils ont une volonté commune de rapprocher leurs positions pour parvenir à un accord, même si leurs programmes sont très éloignés. La CUP réclame une rupture rapide avec l'État espagnol, alors que la feuille de route d'Ensemble pour le oui prévoit un processus de déconnexion progressive en dix-huit mois. La CUP a également de fortes revendications sur le plan économique et social, et exige des mesures fortes de lutte contre la corruption. Trois tables de négociation s'efforcent de trouver des points d'accord dans les domaines du processus constituant, de la déconnexion avec l'État espagnol, et de la politique sociale.
Malgré la progression sur les sujets de fond, l'investiture du président reste le principal point de blocage de la négociation. La CUP réclame la présentation d'un autre candidat d'Ensemble pour le oui, citant notamment les noms de la tête de liste, Raül Romeva et de la vice-présidente du gouvernement, Neus Munté, qui repoussent tous les deux cette offre. Plusieurs solutions sont examinées pour résoudre le désaccord sur la présidence : Junts pel Sí n'envisage pas de présenter un autre candidat, mais accepte d'étudier la distribution des pouvoirs au sein du gouvernement après que la CUP a proposé une présidence « chorale » de trois ou quatre dirigeants.
La XIe législature du Parlement est constituée le 26 octobre. L'ex-présidente de l'Assemblée nationale catalane (ANC) et candidate en deuxième position d'Ensemble pour le oui, Carme Forcadell, est élue présidente du Parlement avec les voix d'Ensemble pour le oui, de la CUP et de cinq des onze députés de Catalunya Sí que es Pot (CSQP).

### Déclaration de rupture du 9 novembre 2015
Ensemble pour le oui et la CUP s'accordent pour entamer le processus de déconnexion par l'adoption d'une résolution parlementaire proclamant la rupture avec l'Espagne, qui est leur premier acte politique commun et la première étape de la feuille de route vers l'indépendance. La déclaration est adoptée par le Parlement de Catalogne le 9 novembre avec les 72 voix « pour » d'Ensemble pour le oui et de la CUP, et 63 voix « contre » de l'opposition unioniste. Elle « déclare solennellement le début du processus de création d'un État catalan indépendant en forme de république ». Elle invite le gouvernement à adopter les mesures nécessaires pour engager la déconnexion, conformément au mandat démocratique des électeurs. Surtout, elle déclare l'insoumission du Parlement aux institutions de l'État espagnol, et en particulier au Tribunal constitutionnel.
La déclaration de rupture est suspendue par Tribunal constitutionnel à l'unanimité le 11 novembre, puis annulée, également à l'unanimité, le 2 décembre. Le gouvernement catalan annonce qu'il s'estime toujours lié par l'acte de son Parlement et signale sa volonté de se soustraire à l'autorité du Tribunal constitutionnel pour poursuivre le processus de déconnexion. Mais l'absence d'accord entre Ensemble pour le oui et la CUP pour former un nouveau gouvernement empêche la mise en œuvre de son programme,.

### Échec de l'investiture (10-12 novembre)
La première session d'investiture a lieu le 10 novembre 2015, sans que Ensemble pour le oui et la CUP n'aient conclu d'accord. Elle se solde par l'échec de la candidature du président en fonctions Artur Mas, qui obtient seulement les 62 voix « pour » d'Ensemble pour le oui, et 73 voix « contre » de tous les autres partis, y compris la CUP.
Entre les deux tours de scrutin, Ensemble pour le oui propose une solution de compromis à la CUP, selon laquelle Artur Mas présiderait un gouvernement où son pouvoir serait partagé avec trois vice-présidents, et se soumettrait à une motion de confiance après dix mois de gouvernement. L'offre est rejetée par la CUP, et le deuxième vote d'investiture, le 12 novembre, aboutit au même résultat que le premier.

### Blocage politique
Après l'échec de l'investiture, les négociations de coalition entre Ensemble pour le oui et la CUP s'enlisent. Ensemble pour le oui maintient la candidature d'Artur Mas, et la CUP y oppose un refus constant. La perspective de nouvelles élections, qui devraient être convoquées en l'absence d'accord dans les deux mois suivant le premier vote d'investiture, est envisagée. Les contacts se poursuivent, notamment grâce à l'intercession d'ERC. Junts pel Sí réitère et précise son offre de gouvernement où les pouvoirs du président seraient délégués à trois commissions gouvernementales, dirigées chacune par un vice-président.
Les deux formations font face à une pression croissante pour parvenir à un accord. Le 22 novembre, la plus grande organisation indépendantiste, l'Assemblée nationale catalane (ANC), organise une manifestation qui réunit quelques milliers de personnes dans le parc de la Ciutadella, où est situé le Parlement, pour exiger l'unité du camp indépendantiste et la formation d'un gouvernement.
La CUP se divise sur l'attitude à adopter. Ses dirigeants les plus radicaux, représentés par le courant Endavant, dont est membre la numéro 2 du parti, Anna Gabriel, sont intransigeants sur le rejet de l'investiture d'Artur Mas. En revanche, certains secteurs du parti, notamment le courant Poble Lliure, privilégient l'application du programme indépendantiste et sont prêts à transiger avec Junts pel Sí pour permettre la formation d'un gouvernement. Le 29 novembre, la CUP réunit ses militants à Manresa pour un « débat national » sur la conduite des négociations avec Junts pel Sí. La motion décidant le maintien du refus de la candidature d'Artur Mas est adoptée par 41,7 % des votants. 29,1 % des militants votent pour la rupture des négociations pour forcer des élections anticipées, et 24 % se prononcent en faveur de l'investiture d'Artur Mas.

### Pré-accord et vote de l'assemblée (décembre)
Le blocage des négociations conduit à une dégradation des relations entre les deux groupes indépendantistes. Les membres d'Ensemble pour le oui réaffirment leur soutien à leur candidat et accusent la CUP d'être responsable de la désunion des partisans de l'indépendance. L'ex-leader du groupe parlementaire de la CUP, David Fernàndez, appelle publiquement son parti à investir Artur Mas.
Les discussions reprennent au début du mois de décembre 2015. Ensemble pour le oui propose à la CUP un « plan de choc » de 20 mesures sociales. Les trois tables de négociation thématiques sont remplacées par une discussion unique menée par une équipe resserrée, menée par Marta Rovira, Raül Romeva et Josep Rull assistés de Toni Comín, Neus Munté et Lluís Llach pour Junts pel Sí, et Antonio Baños, Anna Gabriel, Benet Salellas et Eulàlia Reguant pour la CUP.
Les négociations semblent aboutir lorsque Ensemble pour le oui annonce le 22 décembre avoir présenté une « dernière proposition » à la CUP, que celle-ci accepte de présenter au vote de ses militants réunis en assemblée. Le pré-accord prévoit un processus de déconnexion avec l'Espagne, un « plan de choc social », et l'investiture d'un gouvernement présidé par Artur Mas où ses pouvoirs seraient partagés avec trois vice-présidents.
Le 27 décembre 2015, la CUP réunit l'assemblée de ses militants à Sabadell. À l'issue d'une journée de débats et de trois tours de vote, l'assemblée échoue à trancher sur l'accord avec Ensemble pour le oui : la motion en faveur de l'investiture d'Artur Mas et la motion contraire obtiennent chacune exactement 1515 voix. La décision finale revient au conseil politique de la CUP, qui se réunit le 4 janvier et rejette l'accord d'investiture par 36 voix contre 30. Le Parlement doit être dissous si aucun président n'est investi le 10 janvier au soir, et de nouvelles élections paraissent inévitables. La tête de liste de la CUP lors des élections du 27 septembre, Antonio Baños, qui avait soutenu l'accord, annonce sa démission.

### Accord et investiture (9-10 janvier)
Le 9 janvier 2016, le président en fonctions Artur Mas annonce qu'il renonce à se présenter à l'investiture, après que Ensemble pour le oui et la CUP ont conclu un pacte de gouvernement. Il déclare qu'il fait « un pas de côté » et cède ses fonctions à Carles Puigdemont, maire de Gérone et député de Junts pel Sí. L'accord entre Ensemble pour le oui et la CUP est inattendu et survient le dernier jour possible avant la dissolution du Parlement, alors que la formation d'un gouvernement semblait impossible. Il s'explique par la détermination des deux groupes à s'unir pour mettre en œuvre leur programme vers l'indépendance, et par les incertitudes politiques que susciteraient de nouvelles élections, car les divisions internes ont affaibli le camp indépendantiste. Il confirme la polarisation de la politique catalane entre indépendantistes et unionistes, qui prévaut sur l'opposition entre droite et gauche.
Le candidat désigné par Artur Mas, Carles Puigdemont, est membre de Convergència, comme son prédécesseur, député au Parlement, et maire de Gérone depuis 2011. Il est peu connu, mais il est un indépendantiste convaincu et n'est pas concerné par les affaires de corruption qui ont touché son parti.
Le pacte impose des conditions précises et exigeantes pour la CUP en contrepartie du retrait d'Artur Mas. La CUP s'engage à ne pas joindre ses votes au Parlement à ceux des partis hostiles à l'indépendance. Deux de ses députés seront intégrés à la « dynamique parlementaire » d'Ensemble pour le oui et assisteront à ses réunions, ce qui doit lui assurer une majorité relative de 64 voix, supérieure aux 63 députés de l'opposition. Enfin, la CUP procède à son autocritique en reconnaissant explicitement que son attitude « a pu mettre en péril l'élan et le vote majoritaire en faveur du processus vers l'indépendance », et que « des erreurs dans la belligérance envers Ensemble pour le oui » ont été commises. Deux députés de la CUP devront par conséquent démissionner du Parlement et être remplacés.
Le Parlement est convoqué en urgence le jour même pour la session d'investiture, qui a lieu le lendemain, 10 janvier 2016. À l'issue d'une journée de débats, Carles Puigdemont est investi président de la Généralité, deux heures avant l'expiration du délai de formation d'un gouvernement, par 70 voix « pour », 63 voix « contre » et 2 abstentions. La CUP a partagé ses votes entre 8 voix « pour » et 2 abstentions. Le nouveau président s'engage à appliquer la feuille de route vers l'indépendance et à mettre en œuvre la déclaration de rupture du 9 novembre 2015.
La CUP se félicite d'avoir « envoyé Artur Mas à la poubelle de l'histoire ». Comme le prévoit le pacte, deux députés, Julià de Jòdar et Josep Manel Busqueta, démissionnent. Les députés Benet Salellas et Gabriela Serra sont associés au groupe parlementaire de Junts pel Sí.

## Application (janvier-juin 2016)
Après l'investiture du gouvernement de Carles Puigdemont, Ensemble pour le oui et la CUP appliquent leur pacte et mettent en place les premières étapes du programme indépendantiste. Cependant, la mésentente entre les deux formations est apparente dès les premiers mois, et la majorité parlementaire est précaire.

### Commission d'étude du processus constituant
En janvier 2016, Ensemble pour le oui et la CUP sont à l'initiative de la création de la commission d'étude du processus constituant, une commission parlementaire dont l'objet est de préparer et de suivre le processus de déconnexion avec l'Espagne prévu par la déclaration de rupture du 9 novembre 2015. La commission d'étude est contestée par les partis d'opposition unionistes et par le gouvernement espagnol, qui sollicite son interdiction devant le Tribunal constitutionnel. La confluence de gauche radicale Catalunya Sí que es Pot (CSQP) accepte néanmoins de participer à ses travaux,.

### Lois de déconnexion
Le 3 février 2016, Ensemble pour le oui et la CUP déposent au Parlement les trois lois de déconnexion sur la sécurité sociale, l'administration fiscale et la justice. Ces trois projets, annoncés par la déclaration de rupture du 9 novembre 2015, visent à concrétiser le processus indépendantiste en créant les structures du futur État. Les deux groupes indépendantistes décident de recourir à la procédure des commissions conjointes, qui permet que les propositions de lois soient rédigées collectivement par les groupes politiques au Parlement. L'opposition refuse d'y participer. Les commissions de rédaction, composées chacune de deux députés de Junts pel Sí et deux députés de la CUP, sont créées et commencent leurs travaux en mars 2016.
La première proposition de loi, sur la création de l'Agence catalane de la protection sociale, est déposée le 31 mai et débattue par le Parlement le 27 juillet. La deuxième proposition, sur le Code tributaire de Catalogne, est déposée le 29 juillet.

### Motion de désobéissance
En mars 2016, des dissensions se font jour entre Ensemble pour le oui et la CUP, car cette dernière reproche au gouvernement de Carles Puigdemont de ne pas mettre en œuvre assez rapidement le programme indépendantiste. La CUP manifeste son impatience en déposant au Parlement un projet de motion qui réitère le contenu de la déclaration de rupture du 9 novembre, et revendique la désobéissance vis-à-vis du Tribunal constitutionnel espagnol. L'objectif de la motion est de faire pression sur Junts pel Sí en la contraignant à exprimer ouvertement une volonté de confrontation avec l'État espagnol.
L'initiative suscite des tensions entre les deux groupes parlementaires. Le bureau du Parlement, où Ensemble pour le oui est majoritaire, accepte d'inscrire la motion à l'ordre du jour, à la condition expresse que le texte soit amendé. Junts pel Sí et la CUP parviennent à un accord sur la plupart des points de la motion, en prévoyant des votes séparés sur ceux qui ne font pas l'objet d'un consensus.
La motion est approuvée par le Parlement le 7 avril avec les voix des deux groupes indépendantistes, qui réaffirment leur volonté de réitérer la déclaration du 9 novembre 2015. Junts pel Sí ne vote pas deux des articles de la motion, qui appellent à la désobéissance des autorités publiques à l'État espagnol.

### Tensions au sein de la majorité
Les dissensions entre Ensemble pour le oui et la CUP sont un facteur d'instabilité parlementaire. Les deux groupes indépendantistes sont éloignés idéologiquement, et divergent dans leur stratégie politique. Malgré le pacte avec Ensemble pour le oui, la CUP reste un parti contestataire, soucieux d'afficher ses différences. Elle marque régulièrement ses distances avec la majorité et menace de renverser le gouvernement si ses revendications ne sont pas prises en compte. La coordination entre les deux groupes parlementaires est réduite à une réunion hebdomadaire entre leurs représentants.
Les dispositions du pacte sont invoquées pour la première fois en février 2016, lors du vote du décret de prorogation du budget. Celui-ci est nécessaire au fonctionnement de l'administration dans l'attente de la prochaine loi budgétaire, et son adoption est généralement une formalité pour le gouvernement. La CUP avait décidé de s'abstenir, tout comme le groupe d'opposition de Catalogne oui c'est possible (CSQP), ce qui permettait à Ensemble pour le oui de détenir une majorité relative. Cependant, CSQP change d'opinion et annonce un vote négatif. La CUP accepte alors de donner à Junts pel Sí cinq voix favorables pour assurer le succès du vote, malgré ses réticences sur le contenu du budget prorogé.
Les désaccords de fond se manifestent rapidement. Deux mois après l'investiture du gouvernement, Ensemble pour le oui perd un premier vote au Parlement, lorsque la CUP soutient une proposition de loi du Parti des socialistes de Catalogne (PSC) sur la renationalissation d'ATLL. L'événement est sans conséquence immédiate, mais il crée un précédent de transgression du pacte. Plusieurs sujets suscitent des tensions au sein de la majorité, notamment le projet BCN World, et surtout la préparation du budget. Le gouvernement souhaite s'en tenir à la « stabilité parlementaire » promise par le pacte et s'efforce d'aplanir les divergences pour trouver des solutions concertées avec la CUP. Celle-ci limite son soutien à l'application du programme indépendantiste et n'hésite pas à s'opposer aux autres projets de Junts pel Sí ou à voter pour des propositions de l'opposition, notamment en matière d'éducation. Il en résulte une situation d'instabilité parlementaire préoccupante pour le gouvernement. L'activité législative est réduite : aucune des 45 lois prévues par la feuille de route du gouvernement n'est achevée au premier semestre 2016.
Le 22 mai 2016, les militants de la CUP réunis en assemblée adoptent une motion prévoyant de « se libérer » du pacte avec Junts pel Sí et de s'opposer au gouvernement. Les conséquences de cette décision ne sont pas immédiatement claires.

## Rupture (juin 2016)

### Rejet du budget
L'adoption du budget est la première étape décisive pour la mise en œuvre de l'accord entre Ensemble pour le oui et la CUP. Il s'agit du vote le plus important après l'investiture, qui doit donner au gouvernement les moyens de conduire sa politique et notamment d'appliquer la feuille de route vers l'indépendance. L'approbation du budget pour 2016, prévue au premier semestre de la même année, est abordée comme un débat difficile en raison des divergences idéologiques qui séparent les différentes composantes d'Ensemble pour le oui et la CUP, et de la volonté de cette dernière d'afficher sa différence radicale avec les autres partis politiques. La CUP menace de rejeter le projet de budget du gouvernement s'il ne tient pas compte de ses exigences, ce qui jette le doute sur la portée de l'accord conclu avec Ensemble pour le oui. Le gouvernement affirme que la « stabilité parlementaire » promise inclut nécessairement l'approbation du budget, mais le conseiller aux finances, Oriol Junqueras, reconnaît l'éventualité d'un refus qui pourrait contraindre le gouvernement à prolonger le budget 2015 pour l'année entière.
Des discussions préparatoires sont engagées entre le gouvernement et la CUP en février 2016. Elles se poursuivent pendant les trois mois de la préparation du budget. La CUP est elle-même divisée sur l'attitude à adopter vis-à-vis d'Ensemble pour le oui, entre un secteur partisan de l'entente avec le gouvernement pour mener à terme le projet indépendantiste, représenté par Poble Lliure (ca), et un secteur plus radical opposé à tout compromis sur les questions budgétaires, incarné par Endavant (OSAN).
A l'approche du débat budgétaire, les désaccords restent importants. Le conseiller aux finances, Oriol Junqueras, présente au Parlement le 24 mai un projet de budget caractérisé notamment par l'augmentation des dépenses sociales. La CUP dépose un amendement à la totalité, qui vise à rejeter le texte. Elle exige la présentation d'un nouveau projet qui proclame la désobéissance aux contraintes budgétaires imposées par le gouvernement espagnol et aux décisions du Tribunal constitutionnel, et des réformes fiscales pour financer des dépenses sociales supplémentaires. Plusieurs réunions sont organisées entre le gouvernement et les représentants de la CUP. Le gouvernement offre de céder à certaines de ses revendications, notamment le rétablissement de l'impôt sur les logements vides annulé par le Tribunal constitutionnel et la réforme de l'impôt sur le revenu des personnes physiques (es) (IRPF). Cependant, les désaccords portent moins sur le contenu du projet que sur le principe d'une rupture immédiate et frontale avec l'État espagnol, qui est exclue par le gouvernement. De plus, la CUP refuse de négocier avec le gouvernement si celui-ci ne retire pas d'abord son projet.
Les discussions se poursuivent jusqu'à la veille de la réunion du Parlement. Le conseil politique étendu de la CUP repousse à nouveau le projet de budget par 26 voix « pour », 29 voix « contre » et 3 abstentions.
Le projet de budget est rejeté par le Parlement le 8 juin, après que l'amendement de rejet a été adopté par 71 voix « pour » et 62 voix « contre ».

### Rupture du pacte
Le rejet par la CUP du projet de budget du gouvernement provoque la rupture de la majorité parlementaire. Le président Carles Puigdemont déclare que le pacte est rompu parce qu'il n'a pas été respecté par la CUP. Le gouvernement est mis en minorité au Parlement et les divisions affaiblissent le projet indépendantiste. Cependant, il entend tenter de poursuivre le programme qu'il s'est engagé à appliquer.
Pour surmonter le blocage politique, le président Carles Puigdemont annonce qu'il soumettra son gouvernement à une question de confiance en septembre. Il prévoit que Ensemble pour le oui présente un programme renouvelé, qui force la CUP à se positionner clairement pour soutenir ou renverser le gouvernement. Pour remporter la question de confiance, le gouvernement doit disposer d'une majorité relative au Parlement. Junts pel Sí compte 62 députés, la CUP a 10 députés et l'ensemble de l'opposition unioniste dispose de 63 députés ; le gouvernement doit donc pouvoir compter sur le soutien actif d'au moins une partie des députés de la CUP. Dans le cas contraire, il serait renversé, et en l'absence de majorité alternative, des élections anticipées devraient être organisées.
La CUP ne souhaite pas rompre définitivement avec Ensemble pour le oui, mais estime que le pacte a « changé ». Elle est elle-même divisée entre ses courants anticapitalistes radicaux et ceux qui privilégiaient le maintien de l'unité du camp indépendantiste. La décision de rejeter le budget a été prise à une courte majorité, et une partie de ses membres est déçue de son résultat. Dans les jours suivant le vote, 6 des 15 membres du secrétariat national de la CUP, qui incarnaient le secteur favorable à l'entente avec Ensemble pour le oui, démissionnent en raison de leur désaccord avec la direction du parti.

## Réconciliation (juillet-septembre 2016)

### Débat sur le référendum unilatéral d'indépendance
La rupture de la majorité parlementaire remet en question la poursuite du programme du gouvernement. La feuille de route, qui constituait le programme électoral d'Ensemble pour le oui, prévoyait de mettre en œuvre le processus de déconnexion avec l'Espagne en dix-huit mois, à l'issue desquels l'indépendance serait proclamée par le Parlement. Une assemblée constituante serait ensuite élue pour rédiger la nouvelle constitution, qui devrait être approuvée par référendum. Après le rejet du budget, le débat politique se concentre sur l'opportunité de modifier la feuille de route pour y intégrer un référendum unilatéral d'indépendance (RUI), qui consisterait à organiser un vote des citoyens sur l'indépendance, sans l'accord des autorités espagnoles, et dont le résultat serait contraignant. L'idée est soutenue depuis longtemps par quelques personnalités, notamment le professeur de droit constitutionnel Antoni Abat i Ninet, qui a défendu devant la commission d'étude du processus constituant du Parlement une déclaration unilatérale d'indépendance (DUI) immédiatement suivie d'un référendum visant à la ratifier.
Le RUI est accueilli avec prudence par Convergència et ERC. Une partie du camp indépendantiste est attachée à l'idée d'un processus négocié avec l'État espagnol et réticente à prendre des mesures unilatérales. De plus, le projet comporte des incertitudes : pour qu'il soit un succès, les autorités catalanes devraient être capables de réunir une large participation et d'obtenir la reconnaissance internationale de son résultat, alors même que l'État espagnol a adopté une attitude hostile. Le RUI est revendiqué par la CUP, qui réclame en juin 2016 au président Carles Puigdemont qu'il organise un sommet réunissant les partis politiques sur cette question. La demande survient alors que la rupture de la majorité est consommée, et elle est repoussée par le gouvernement.
Le contexte politique évolue après les élections générales espagnoles du 26 juin 2016. En Catalogne, les forces indépendantistes et Podemos, qui est le seul parti espagnol favorable à l'autodétermination de la Catalogne, obtiennent des scores élevés. En revanche, le Parti populaire (PP), dont est issu le gouvernement sortant, est victorieux dans le reste de l'Espagne, et Podemos enregistre un résultat décevant. Ces résultats accentuent le sentiment de divergence entre la Catalogne et le reste de l'État. Surtout, la victoire des forces unionistes éloigne la possibilité d'un référendum d'autodétermination concerté avec l'État espagnol. En conséquence, une part croissante de la classe politique et des citoyens catalans se tournent vers la solution plus radicale de l'indépendance unilatérale. Le RUI rencontre un soutien rapidement grandissant. L'Assemblée nationale catalane (ANC) consulte ses adhérents sur la question en juillet 2016 ; les trois quarts des votants se prononcent en faveur de cette revendication.

### Conclusions de la commission d'étude du processus constituant
En juillet 2016, l'adoption des conclusions de la commission d'étude du processus constituant est l'occasion de reconstituer la majorité autour d'un programme commun. Ensemble pour le oui et la CUP s'entendent pour rédiger des conclusions communes, dans lesquelles elles soutiennent le recours à la voie unilatérale vers l'indépendance. Les conclusions prévoient de recourir à un « mécanisme unilatéral d'exercice démocratique » : cette formulation résulte d'un compromis pour s'engager sur la voie de l'unilatéralité sans mentionner explicitement le référendum unilatéral d'indépendance.
Les conclusions de la commission d'étude sont présentées au Parlement le 27 juillet 2016 à la demande conjointe d'Ensemble pour le oui et de la CUP, malgré l'interdiction du Tribunal constitutionnel. Il s'agit d'un défi ouvert aux autorités espagnoles, car le Parlement décide pour la première fois d'ignorer une décision préalable du Tribunal constitutionnel. Les conclusions sont suspendues par le Tribunal constitutionnel le 1er août.

### Question de confiance
Malgré leurs divergences stratégiques, Ensemble pour le oui et la CUP partagent la volonté de poursuivre leur alliance, pour continuer le processus indépendantiste. La détermination du président Carles Puigdemont à mener à terme la phase la plus conflictuelle de la déconnexion, malgré la répression annoncée par l'État espagnol, est un facteur d'unité. Bien que le budget reste un sujet de discorde, la CUP décide de renouveler son soutien au gouvernement.
Le 28 septembre 2016, lors du débat parlementaire précédent la question de confiance, le président Carles Puigdemont présente son programme politique pour le restant de son mandat. Il annonce l'approbation des lois de déconnexion, qui créeront les structures du futur État catalan, en juin 2017, puis l'organisation d'un référendum sur l'indépendance en septembre 2017. Le référendum, qui doit être contraignant, sera négocié avec le gouvernement espagnol, ou, en l'absence de compromis, sera organisé sans son accord. Le président appelle la CUP à lui apporter son soutien, et annonce qu'il convoquera des élections anticipées si le prochain budget est rejeté. Le lendemain, le gouvernement obtient de nouveau la confiance du Parlement, avec les voix « pour » des 72 députés de Junts pel Sí et de la CUP, et 63 voix « contre » de tous les autres partis.